# Друммонд, Роналдо
Роналдо Гонсалвес Друммонд (порт.-браз. Ronaldo Gonçalves Drummond; 2 августа 1946, Белу-Оризонти — 9 июня 2020, Белу-Оризонти) — бразильский футболист, полузащитник и нападающий. Первый трёхкратный чемпион Бразилии. Двоюродный брат Тостао. 

## Карьера
Роналдо Друммонд родился в семье Моасира Сантоса Друммонда и Марии Жералды Гонсалвес Друммонд. Он начал карьеру играть в футбол в любительских командах «Арарипе» и «Империал». В 1961 году Друммонд стал игроком молодёжного состава клуба «Крузейро». Оттуда футболист перешёл в молодёжный состав «Атлетико Минейро». В 1964 году он подписал с клубом свой первый профессиональный контракт. В 1970 году Роналдо помог команде выиграть титул чемпиона штата Минас-Жерайс. Однако на самом турнире Друммонд сыграл лишь три встречи. Годом позже он в составе «Атлетико» выиграл титул чемпиона Бразилии, в розыгрыше которого забил 7 голов в 26 матчах. Всего за клуб он провёл 270 матчей и забил 66 голов.
В 1972 году Друммонд перешёл в «Палмейрас», куда его пригласил тренер Освалдо Брандан. 26 мая он дебютировал в составе команды в матче турнира города Сарагосы с одноимённым клубом (2:2). 7 июня он забил первый мяч за клуб, поразив ворота «Фенербахче» (2:1). 16 июля Роналдо провёл первую официальную игру в составе «Палмейраса», в котором клуб обыграл со счётом 1:0 XV ноября. В следующем матче футболист забил первый гол в официальной встрече с командой «Португеза Деспортос» (3:0). В том же сезоне он отпраздновал победу в чемпионате штата и чемпионате Бразилии. В 1973 году он в третий раз подряд выиграл чемпионат страны. В 1974 году Роналдо забил единственный в матче с «Коринтиансом» гол, который принёс «Палмейрасу» ещё одну победу в чемпионате штата. Последний матч за клуб Друммонд сыграл 10 августа 1975 года с «Америкой» из Сан-Жозе-ду-Риу-Прету. Всего за «Палмейрас» Роналдо провёл 185 матчей и забил 31 гол.
В середине 1975 года Друммонд присоединился к «Сантосу», но провёл там всего шесть матчей. В 1976 году Роналдо стал игроком клуба «Крузейро». Он дебютировал в составе команды 4 апреля в матче с «Олимпией» из Асунсьона (4:1). 22 мая того же года он забил первый мяч за клуб, поразив ворота «Уберабы» (5:0). В первом же сезоне Друммонд выиграл в составе «Крузейро» Кубок Либертадорес. В решающей игре финала с «Ривер Плейт» Роналдо забил гол, а на 88 минуте встречи был удалён с поля. Годом позже он выиграл свой второй титул сильнейшей команды штата Минас-Жерай, после чего завершил карьеру. Последний матч за клуб Друммонд провёл 3 апреля 1977 года со своим бывшим клубом «Атлетико Минейро» (0:2), а всего за «Крузейро» сыграл в 22 матчах и забил 6 голов.
Завершив игровую карьеру, Друммонд остался в Белу-Оризонти, сначала работая директором в «Атлетико», а затем став трудиться риелтором. Позже он открыл собственный бизнес в сфере недвижимости. В 2020 году Роналдо был госпитализирован с желудочным кровотечением в Больницу Вера-Круз. Он скончался 9 июня того же года.

## Международная статистика
| Матчи Роналдо Друммонда за сборную Бразилии | Матчи Роналдо Друммонда за сборную Бразилии | Матчи Роналдо Друммонда за сборную Бразилии | Матчи Роналдо Друммонда за сборную Бразилии | Матчи Роналдо Друммонда за сборную Бразилии | Матчи Роналдо Друммонда за сборную Бразилии | Матчи Роналдо Друммонда за сборную Бразилии |
| ------------------------------------------- | ------------------------------------------- | ------------------------------------------- | ------------------------------------------- | ------------------------------------------- | ------------------------------------------- | ------------------------------------------- |
| №                                           | Дата                                        | Место проведения                            | Оппонент                                    | Счёт                                        | Голы                                        | Турнир                                      |
| 1                                           | 19 декабря 1968                             | Белу-Оризонти                               | Югославия                                   | 3:2                                         | 1                                           | Товарищеский матч                           |

## Достижения
- Чемпион штата Минас-Жерайс: 1970, 1977
- Чемпион Бразилии: 1971, 1972, 1973
- Чемпион штата Сан-Паулу: 1972, 1974
- Обладатель Кубка Либертадорес: 1976

## Личная жизнь
Роналдо был женат. У него родилось трое дочерей — Марсела, Фабиана и Рената.